# 克尼亚扎卢卡
49°51′1″N 33°25′10″E / 49.85028°N 33.41944°E
克尼亚扎卢卡（羅馬化：Kniazha Luka），2016年前称乌里扬尼夫卡（烏克蘭語：Улянівка），是烏克蘭中部的村莊，隸屬波爾塔瓦州的盧布尼區。該村處於霍羅爾河右岸，分別距離斯泰基0.5公里和斯洛比德卡1.5公里，海拔高度98米，2001年人口337。